# Gauche républicaine de Catalogne-Souverainistes
Pour les articles homonymes, voir Gauche républicaine.
Gauche républicaine de Catalogne - Souverainistes (en catalan : Esquerra Republicana de Catalunya - Sobiranistes, ERC-Sobiranistes) était une coalition politique de gauche, républicaine et indépendantiste catalane composée de la Gauche républicaine de Catalogne (ERC), de Sobiranistes (Sobiranistes) et d'indépendants, établie en prévision des élections générales espagnoles d'avril 2019 puis reconduite pour celles de novembre 2019.

## Résultats électoraux

### Élections générales espagnoles
| Année   | Tête de liste   | Congrès des députés | Congrès des députés | Congrès des députés | Congrès des députés | Sénat     |
| Année   | Tête de liste   | Voix                | %                   | Rang                | Députés             | Sénateurs |
| ------- | --------------- | ------------------- | ------------------- | ------------------- | ------------------- | --------- |
| 04/2019 | Oriol Junqueras | 1 020 392           | 24,61               | 1er                 | 15 / 48             | 11 / 16   |
| 11/2019 | Gabriel Rufián  | 875 750             | 22,56               | 1er                 | 13 / 48             | 11 / 16   |